# Ocello Lucano
(Ocello Lucano)
Ocello (o Occello) Lucano (fl. V secolo a.C.) è stato un filosofo greco antico esponente della Scuola pitagorica in Lucania.

## Biografia
Occello era probabilmente originario di Grumentum in Lucania. Insieme al fratello Occilo e la sorella Bindaice, fu forse un allievo di Pitagora, che si era fermato a Metaponto, in fuga da Crotone. 
È citato da Diogene Laerzio nell'ambito di una lettera (spuria) di Archita di Taranto a Platone, dove si parla di suoi discendenti, inducendo a collocarlo, se non all'epoca pitagorea, quantomeno nella generazione successiva.

## Opera
Stobeo ha conservato un brano del Περὶ νόμου (dubbio) in dialetto dorico, ma sotto questo nome é giunto anche un trattatello in quattro capitoli noto anche come Sulla Natura dell'Universo, citato ancora da Stobeo, ma sempre in dorico.
Si tratta, comunque, di un falso neopitagorico, da non ascrivere oltre il I secolo a.C.

## Pensiero
Il pensiero del trattatello risulta per molti studiosi affine a Plotino e al neoplatonismo.
Ocello sosteneva, infatti, che l'universo è eterno e increato, non ha origine e non ha fine, è di forma circolare e secondo giri ciclici torna sempre su se stesso.
Secondo l'autore, la triade è l'origine di tutto ed egli fa, a proposito, tre grandi divisioni che corrispondono ai tre tipi di esseriː gli dèi, gli uomini e i demoni, i primi dei quali fondano la loro esistenza su istituzioni quali la famiglia, il matrimonio e simili, che sono eterne. 
Inoltre, le creature sono individualmente soggette alla morte, mentre la loro specie è immortale, si rigenera continuamente. La forza rigeneratrice è l'amore, su cui deve fondarsi la famiglia; esso, pur accompagnato dal piacere, non ha come fine il piacere stesso, ma ha come scopo la continuità eterna della specie. Il matrimonio, comunque, non può essere combinato, perché deve essere fondato esclusivamente sull'amore e non sulla convenienza economica. 
La famiglia è il nucleo fondamentale della società: infatti, se sono infelici le famiglie, è infelice anche la società.
Nella famiglia il ruolo educativo spetta alla donna che deve formare l'individuo e il cittadino e la regola fondamentale è l'amore, mentre il cardine sociale è la legge.